# Sebastian Schwager
Sebastian Schwager (Ansbach, 4 de gener de 1984) és un ciclista alemany, professional del 2006 al 2008.

## Palmarès
- 2002
  - Vencedor d'una etapa al Trofeu Karlsberg
- 2005
  -  Campió d'Alemanya en ruta sub-23
- 2006
  - 1r al Mainfranken-Tour i vencedor d'una etapa

### Resultats a la Volta a Espanya
- 2008. 115è de la classificació general